# Typha persica
Typha persica är en kaveldunsväxtart som beskrevs av Ahmad Ghahreman och Sanei. Typha persica ingår i släktet kaveldun, och familjen kaveldunsväxter.
Artens utbredningsområde är Iran. Inga underarter finns listade i Catalogue of Life.